# Enterrez nos chiens
Pour plus de détails, voir Fiche technique et Distribution.
Enterrez nos chiens est un moyen métrage français réalisé par Frédéric Serve en 2009.

## Synopsis
Enterrez nos chiens explore les traces laissées dans un village par une tragédie vieille de plusieurs décennies. Deux voix nous guident dans cette exploration. Le film recherche les traces laissées par cette tragédie : le village, la population, la maison abandonnée où tout s’est joué, jusqu’à ce que, peu à peu, les reconstitutions prennent vie et nous dévoilent les pièces manquantes…

## Fiche technique
- Titre : Enterrez nos chiens
- Réalisation : Frédéric Serve
- Scénario : Frédéric Serve
- Photographie : Frédéric Serve
- Musique : Rasim Biyikli
- Production : Benjamin de Lajarte
- Montage : Anne Souriau
- Genre : drame
- Durée : 50 minutes

## Distribution
- Denis Lavant : Marc
- Marc Barbé : Lucas
- Marie Caillois : La petite

## Distinctions
- Festival La Cabina 2010 : Prix du Meilleur Film
- Festival La Cabina 2010 : Prix du Meilleur Scénario
- En compétition pour le César du Meilleur Court Métrage 2011